# スフォルツァート・ディ・ヴァルテッリーナ
スフォルツァート・ディ・ヴァルテッリーナ (Sforzato di Valtellina) は、イタリアのDOCGワインで、ソンドリオ県で生産されたものが認定されている。キアヴェンナスカ（ネッビオーロのこの地方での名）主体のワインで、乾燥させたブドウを使用している。
2003年3月19日にヴァルテッリーナに含まれたヴァルテッリーナ・スフォルツァート（またはヴァルテッリーナ・スフルサート）が分離してDOCGに昇格したものである。

## 性質や特徴
- 色: ルビーの赤色、ときおりガーネットのような反射。
- 芳香: 力強い熟した果実の香りが広がる。
- 味: 非常に軟らかく、乾いた味、しっかりしていて、特徴的、ときおり木を感じさせる。

## 生産区域
ソンドリオ県のアルデンノ、ティラーノ、ピアテーダ、ポンテ・イン・ヴァルテッリーナ、ヴィッラ・ディ・ティラーノ（分離集落Stazzona）、アルボザッジャの各コムーネに属する区域。

## 生産
県、時期、量（100リットル単位）
- データなし